# Morada Nova de Minas
Morada Nova de Minas este un oraș în Minas Gerais (MG), Brazilia.